# Cantonul Varennes-sur-Allier
Cantonul Varennes-sur-Allier este un canton din arondismentul Vichy, departamentul Allier, regiunea Auvergne, Franța.

## Comune
- Billy
- Boucé
- Créchy
- Langy
- Magnet
- Montaigu-le-Blin
- Montoldre
- Rongères
- Saint-Félix
- Saint-Gérand-le-Puy
- Saint-Germain-des-Fossés
- Saint-Loup
- Sanssat
- Seuillet
- Varennes-sur-Allier (reședință)